# راجر ور
راجر کیث ور (به انگلیسی: Roger Ver؛ زاده ۲۷ ژانویه ۱۹۷۹) یک سرمایه‌گذار اولیه بیت‌کوین، استارت‌آپ‌های مرتبط با بیت‌کوین و مروج اولیه بیت‌کوین است که با نام مسیح بیت‌کوین شناخته می‌شود. او اکنون در درجه اول بیت‌کوین کش را تبلیغ می‌کند. وی قبلاً مدیرعامل بیت‌کوین دات کام بود.
ور در سال ۲۰۱۴، پس از اخذ تابعیت در سنت کیتس و نویس به دلیل اعتقادات آزادیخواهانه و مخالفت با سیاست‌های مالیاتی ایالات متحده، به ویژه " مالیات خروج "، از تابعیت ایالات متحده خارج شد. او در آوریل ۲۰۲۴ به دلیل فرار مالیاتی در ایالات متحده متهم شد. وی در طول زندگی حرفه‌ای خود همواره از ارز دیجیتال به عنوان ابزاری برای آزادی اقتصادی و کاهش مداخله دولت تبلیغ کرده است.